# Бистрик (струмок)
Бистрик — струмок в Україні, у Перечинському районі Закарпатської області. Ліва притока Тур'ї (басейн Дунаю).

## Опис
Довжина струмка приблизно 6,5 км.

## Розташування
Бере початок на південно-східних схилах гори Закружі (687 м). Тече переважно на північний схід через Тур'я Пасіку і впадає у річку Тур'ю, ліву притоку Ужа. 

## Цікаві факти
- Річку перетинає автомобільна дорога Т 0712.
- На правому березі струмка розташований Шенборнський Парк[2].